# Саранчуков, Виталий Павлович
Виталий Павлович Саранчуков (укр. Віталій Павлович Саранчуков; 1 июня 1979) — украинский футболист, полузащитник. Является рекордсменом «Крымтеплицы» по количеству проведённых игр за команду. В составе клуба сыграл во всех десяти сезонах на профессиональном уровне.

## Биография
Воспитанник симферопольского Училища олимпийского резерва, где его тренером был Виктор Орлов. По окончании училища в 1996 году Виталий начал профессиональную карьеру в мелитопольском «Торпедо». В составе команды во Второй лиге Украины дебютировал 8 сентября 1996 года в домашнем матче против южноукраинской «Энергии» (1:0). Свой второй и последний поединок в составе команды провёл в конце сезона, 10 мая 1997 года в игре против харьковского «Металлиста-2», в качестве вратаря (1:1).
Затем уехал в Россию, где играл в краснодарском городе Темрюке. Позже, выступал в чемпионате Одесской области за «СК Одесса». В 2000 году являлся игроком возрождённого симферопольского «Динамо» в чемпионате Крыма, при этом ездил на игры команды из села Косточковое Нижнегорского района.
В 2001 году Александр Шудрик пригласил футболиста в стан «Крымтеплицы» из Молодёжного, которая выступала в чемпионате Крыма. Шудрик являлся главным тренером мелитопольского «Торпедо» в котором играл Виталий. Вместе с «тепличниками»" он стал победителем Всеукраинских сельских спортивных игр, которые прошли в октябре 2001 года в Броварах. В 2002 году «Крымтеплица» стала победителем чемпионата Крыма. Первую половину 2003 года команда выступала в любительском чемпионате Украины.
В сезоне 2003/04 «Крымтеплица» начала выступать во второй лиге. В ноябре 2003 года вместе с командой стал победителем Кубка Крымтеплицы. По итогам сезона «молодёжненцы» заняли третье место во Второй лиге. В следующем сезоне «Крымтеплица» становится победителем Второй лиги и получает право выступать в Первой лиге Украины. В сезоне 2006/07 «тепличники» впервые заняли четвёртое место в Первой лиге и дошли до 1/8 финала Кубка Украины, где уступили симферопольской «Таврии» (1:2).
В 2007 году Саранчуков окончил Таврический национальный университет имени В. И. Вернадского по специальности «физическое воспитание». В конце февраля и начале марта 2008 года вместе с «Крымтеплицей» прошёл сборы в Турции. Свою 150-ю игру в составе команды провёл 1 августа 2008 года против овидиопольского «Днестра» (4:0). В феврале 2009 года стал бронзовым призёром Кубка Крымтеплицы.
В июне 2009 года Саранчуков был признан болельщиками лучшим футболистом десятилетия. 20 июня 2009 года сыграл в товарищеской игре против ветеранов московского «Спартака» в рамках празднования десятилетия клуба. В октябре 2009 года выступал за фарм-клуб «Крымтеплицы» — «Спартак» в Кубке украинской лиге. В декабре 2009 года в составе «Спартака» стал победителем Кубка мэра Симферополя. В феврале 2010 года «Крымтеплица» завоевала кубок имени себя. Весной 2010 года он получил травму из-за которой не играл некоторое время. Свою 200-ю игру в составе «Крымтеплицы» провёл 14 августа 2010 года против киевского «Динамо-2». После матча с киевским «Динамо-2», 24 сентября 2011 года, в котором Виталий отметился забитым голом, сайт Football.ua включил его в символическую сборную тура. Саранчуков стал автором 300-го гола «Крымтеплицы», 22 октября 2011 года, в игре против ужгородской «Говерлы-Закарпатья» (1:0). В феврале 2012 года «Крымтеплица» вновь завоевала одноимённый кубок. В марте 2012 года вместе с командой отправился на сборы в Турцию.
После окончания сезона 2012/13 «Крымтеплица» прекратила существование, а Саранчуков завершил карьеру. Саранчуков являлся капитаном команды, он также возглавляет «клуб Виталия Саранчукова» куда входят игроки «Крымтеплицы» сыгравшие больше всего игр в составе «молодёжненцев».
С 2012 года по 2014 год выступал за любительскую команду КСК Ялта в чемпионате Ялты. В марте 2013 года попал в сборную Ялты, которая планировала участвовать в чемпионате Крыма. После аннексии Крыма Россией принял российское гражданство. В 2014 году играл в чемпионате Крыма за молодёжненский «Спартак-КТ». Затем, вновь выступал за КСК Ялта. В 2015 году играл во Всекрымском турнире за «Ялту», а позже за ялтинскую команду FNN.
С 2015 года является преподавателем в симферопольской Академии биоресурсов и природопользования. Саранчуков являлся главным тренером команды академии которая выступала в чемпионате Симферополя.
Также играл в мини-футбол в чемпионате Крыма за команды «Спартак», «Ронда», «Агроуниверситет» и ветеранскую СКФ.
С октября 2017 года работает спортивным директором клуба «Крымтеплица». По состоянию на 2018 год является преподавателем факультета физической культуры и спорта ТА КФУ.
С 2020 года работает в Академии Футбола Крыма тренером команды 2008 г. р.

## Достижения
- Победитель Второй лиги Украины (1): 2004/05
- Бронзовый призёр Второй лиги Украины (1): 2003/04

## Личная жизнь
Жена Людмила — легкоатлет, с ней познакомился, учась в училище олимпийского резерва. Два сына-близнеца.

## Статистика
| Сезон   | Клуб                 | Лига                | Чемпионат | Чемпионат | Кубок | Кубок |
| Сезон   | Клуб                 | Лига                | Игры      | Голы      | Игры  | Голы  |
| ------- | -------------------- | ------------------- | --------- | --------- | ----- | ----- |
| 1996/97 | Торпедо (Мелитополь) | Вторая лига Украины | 2         | 0         | 0     | 0     |
| 2003/04 | Крымтеплица          | Вторая лига Украины | 29        | 3         | 1     | 0     |
| 2004/05 | Крымтеплица          | Вторая лига Украины | 25        | 1         | 1     | 0     |
| 2005/06 | Крымтеплица          | Первая лига Украины | 27        | 1         | 1     | 0     |
| 2006/07 | Крымтеплица          | Первая лига Украины | 28        | 2         | 3     | 0     |
| 2007/08 | Крымтеплица          | Первая лига Украины | 35        | 1         | 1     | 0     |
| 2008/09 | Крымтеплица          | Первая лига Украины | 27        | 2         | 1     | 1     |
| 2009/10 | Крымтеплица          | Первая лига Украины | 15        | 0         | 3     | 0     |
| 2010/11 | Крымтеплица          | Первая лига Украины | 28        | 0         | 1     | 0     |
| 2011/12 | Крымтеплица          | Первая лига Украины | 28        | 3         | 1     | 0     |
| 2012/13 | Крымтеплица          | Первая лига Украины | 9         | 0         | 1     | 0     |

Источники:
- Статистика — Профиль на сайте FootballFacts.ru